# NGC 7275
NGC 7275 este o galaxie situată în constelația Pegas. A fost descoperită în 9 septembrie 1863 de către Albert Marth. Se află la o distanță de 89,84 de megaparseci de Pământ.